# Rousoudan Ire de Géorgie
Rousoudan Ire de Géorgie (en géorgien : რუსუდანი` ; c. 1195–1245) est une reine de Géorgie de la dynastie des Bagratides, ayant régné de 1223 à 1245.

## Biographie
Rousoudan  est la fille de la reine Thamar Ire de Géorgie et de son second époux, le roi consort David Soslan. Elle succède en janvier 1223 à son frère le roi Georges IV de Géorgie dont l’union illégale n’a pas été reconnue par la noblesse de Géorgie. Le règne de Rousoudan Ire marque la fin de l’« Âge d’Or » de la Géorgie médiévale.
À  l’automne 1225, la Géorgie est attaqué par Jalal ad-Din, Khwârazm-Shah, roi du Khwarezm, qui fuit devant l’avance des armées mongoles. Les armées géorgiennes subissent une lourde défaite à la bataille de Garni en août 1225 et, pendant que la reine et la cour s’enfuient à Koutaïssi en Iméréthie, la capitale Tiflis est prise le 9 mars 1226 grâce à la trahison d’une partie de la population musulmane. La population chrétienne qui refuse de se convertir à l’islam est massacrée et les églises détruites. Au début de l’année suivante, en février 1227, mettant à profit les difficultés de Jalal ad-Din qui assiège Khlath, les Géorgiens reprennent provisoirement Tiflis, qu’ils doivent de nouveau abandonner peu après. Rousoudan conclut alors des alliances avec les montagnards ossètes et les nomades kiptchaks, mais ses forces sont de nouveau vaincues à Bolnissi en 1228 par les troupes du Khwarezm avant que ses autres alliés notamment musulmans puissent intervenir. Jalal ad-Din est finalement battu par les forces musulmanes unies en 1230 et, de nouveau poursuivi par les Mongols, il est finalement assassiné dans sa fuite par un Kurde le 15 août 1231.
En 1235, la Géorgie doit à son tour subir le retour offensif des Mongols, qui se sont emparés de l’Iran. La reine fuit de nouveau en Géorgie occidentale après avoir détruit ce qui restait de la capitale Tiflis. Les Mongols occupent la ville sans combat et reçoivent la soumission de la haute noblesse représentée par Avag Ier Mkhargrdzéli, qui capitule sans combattre et propose ses services aux envahisseurs. Cependant une partie de la population géorgienne et certains nobles comme Jean-Qvarqvaré Ier Jakeli, duc de Samtskhé, poursuivent la lutte contre les Mongols, ce  qui permet d’éviter la conquête de la Géorgie occidentale.
Pendant ce temps, Rousoudan cherche de l’aide en vain auprès des cours occidentales et du Pape Grégoire IX, puis de son gendre le sultan Roum Ghiyâth ad-Dîn Kay Khusraw II. Après la défaite de ce dernier, la reine est contrainte de demander la paix, qui lui est accordée en 1242 avec un statut de vassale des Mongols, contre le versement d’un tribu annuel de 50 000 hyperperons (pièces d’or byzantines) et la fourniture d’un contingent d’auxiliaires incorporés dans l’armée mongole. La reine doit en outre envoyer son fils et héritier David à Karakorum pour qu’il reçoive son investiture du Khan mongol comme héritier du trône. Très éprouvée par ces humiliations, la reine tombe malade et meurt en 1245 à Koutaïssi.

## Mariage et descendance
Rousoudan épouse en 1224 Muhammad Mughis ad-Dîn (Ghias ad-din  ?), prince seldjoukide converti au christianisme pour l’occasion, dont naissent  :
- David VI ;
- Thamar, mariée en 1237 à son cousin seldjoukide Ghiyâth ad-Dîn Kay Khusraw II, sultan de Roum (1237-1246), dont un fils, `Ala' ad-Dîn Kay Qubadh Ier, est tué en 1254 par ses demi-frères.

## Sources
- Cyrille Toumanoff, Les dynasties de la Caucasie chrétienne de l'Antiquité jusqu'au XIXe siècle : Tables généalogiques et chronologiques, Rome, 1990, p. 137 et 438.
- Nodar Assatiani et Alexandre Bendianachvili, Histoire de la Géorgie, Paris, l'Harmattan, 1997, 335 p. [détail des éditions] (ISBN 2-7384-6186-7, présentation en ligne), p. 158,160-161.
- Alexandre Manvelichvili, Histoire de la Géorgie, Paris, Nouvelles Éditions de la Toison d'Or, 1951, 476 p., p. 219-230.
- Marie-Félicité Brosset, Histoire de la Géorgie depuis l’Antiquité jusqu’au XIXe siècle, v. 1-7, Saint-Pétersbourg, 1848-58 (lire ce livre avec Google Books :, ), p. 496-543.
- Marie-Félicité Brosset, Additions et éclaircissements à l'Histoire de la Géorgie, Académie impériale des sciences, Saint-Pétersbourg, 1851, (lire ce livre avec Google Books : ), Addition XVII « Renseignements sur les règnes de Giorgi-Lacha et de Rousoudan »,  p. 298-334.